# Elezagići
Elezagići (cyr. Елезагићи) – wieś w Bośni i Hercegowinie, w Republice Serbskiej, w gminie Gradiška. W 2013 roku liczyła 528 mieszkańców.